# Хосе де Віяміль
Хосе Марія де Віяміль Холі (ісп. José María de Villamil Joly, 1789, Новий Орлеан, Іспанська імперія — 1866) — один з батьків незалежності Еквадору, засновник його військово-морських сил, «завойовник» і перший губернатор Галапагоських островів, міністр іноземних справ країни. Також Хосе де Віяміль був братом Мартіна де Віяміля (1783—1843).